# Ballad of Sir Frankie Crisp (Let It Roll)
Vous lisez un « bon article » labellisé en 2019.
Ballad of Sir Frankie Crisp (Let It Roll) est une chanson écrite, composée, interprétée et co-produite par George Harrison, publiée sur son triple album All Things Must Pass en 1970.
Elle rend hommage à Sir Frank Crisp, excentrique homme de loi britannique du XIXe siècle, bâtisseur et premier propriétaire de Friar Park, un manoir situé à Henley-on-Thames dans l'Oxfordshire, que George Harrison acquiert dans un état délabré au début de 1970. La chanson évoque une promenade dans cette propriété étonnante.
Sur ce morceau, l'ex-Beatles est entouré, entre autres musiciens, de Pete Drake, Billy Preston, Gary Wright, Klaus Voormann et Alan White. Co-produit par Phil Spector, il est décrit par le critique musical Scott Janovitz comme « offrant un aperçu du véritable George Harrison — à la fois mystique, plein d'humour, solitaire, malicieux et sérieux ».
Avec la photographie illustrant la pochette de All Things Must Pass, prise dans les jardins de Friar Park, Ballad of Sir Frankie Crisp identifie Harrison à sa propriété d'Henley-on-Thames, identification confirmée par d'autres titres comme Crackerbox Palace et qui perdure après son décès en novembre 2001. Des aphorismes excentriques de Crisp, que le chanteur découvre inscrits à l'intérieur et autour du manoir, l'influencent et lui inspirent ultérieurement d'autres compositions comme Ding Dong, Ding Dong et The Answer's at The End.
La chanson, qui donne lieu à de nombreuses interprétations, trouve une nouvelle notoriété en 2009 quand elle est choisie comme titre de la compilation posthume Let It Roll. Peu reprise en raison de ses paroles qui en font une œuvre très personnelle, elle est toutefois réinterprétée par des artistes comme Jim James et Dhani Harrison, le fils de George.

## Contexte

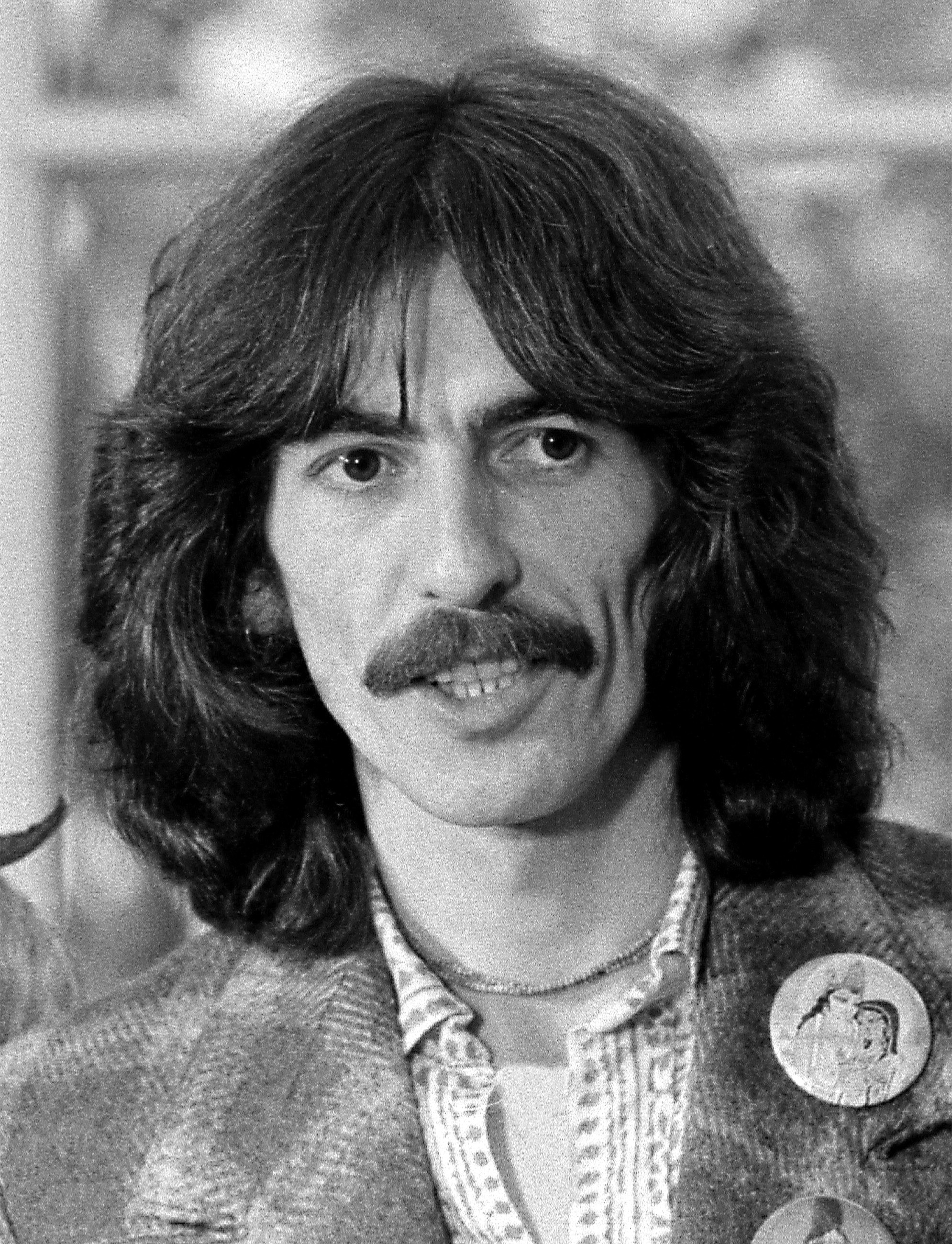
George Harrison en 1974.

George Harrison et Pattie Boyd vivent depuis 1965 dans une propriété appelée Kinfaus dans le Surrey, au sud de Londres. Mais ce pavillon, dans lequel la plus grande partie des démos de l'album blanc ont été enregistrées, est trop petit pour pouvoir y aménager un studio d'enregistrement. Le couple se lance dans une recherche qui s'avère assez longue pour acquérir une plus grande demeure, se concentrant sur l'ouest de Londres, dans une zone comprenant les comtés de Berkshire et Oxfordshire. En janvier 1970, Harrison achète Friar Park, un manoir de 120 pièces situé sur un terrain de 33 acres (environ 13,4 hectares) à l'ouest d'Henley-on-Thames. Ayant hébergé auparavant des sœurs de la congrégation des Salésiens de Don Bosco, ce bâtiment de trois étages et son terrain sont alors à l'abandon,, et ce n'est qu'en mars 1970 que le couple s'installe dans le manoir, après avoir logé dans l'une de ses dépendances.

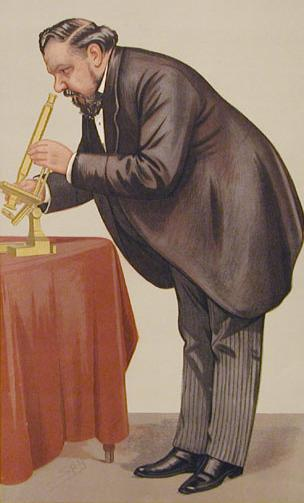
Franck Crisp, par Leslie Ward, 1891.

Friar Park, manoir de style néo-gothique victorien (en), est construit et achevé en 1898 sur le site d'un monastère du XIIIe siècle par Sir Frank Crisp, un important notaire de Londres, également horticulteur, adepte et promoteur du microscope, connu pour ses excentricités, Harrison décrivant Crisp comme un mélange de Lewis Carroll et de Walt Disney. Mettant en forme l'autobiographie d'Harrison I Me Mine à la fin des années 1970, Derek Taylor note que celui-ci s'exprime fréquemment comme si Crisp était toujours vivant.
Le 17 mars 1970, nonobstant l'état délabré de la propriété, ses nouveaux propriétaires y organisent une soirée pour célébrer les 26 ans de Pattie, et la Saint-Patrick,. Selon leur amie et assistante Chris O'Dell, figurent parmi les invités les trois autres Beatles, des intimes comme Derek et Joan Taylor, Neil Aspinal et son épouse Suzie, Peter Brown, et Klaus et Christine Voorman. Cette soirée, une des dernières mondanités rassemblant les Beatles, trois semaines avant que Paul McCartney n’annonce son départ du groupe, est une grande réussite, selon O'Dell.
Peu de temps après, Harrison invite les membres locaux d'Hare Krishna à venir l'aider à restaurer Friar Park en commençant par les jardins,, logeant les adeptes et leur famille dans une aile de la maison. En accord avec les convictions spirituelles du musicien, la présence de ces invités est moins bien acceptée par Pattie Boyd,, qui se trouve écartée de la vie de son époux,.
Les 4,5 hectares dévolus aux jardins sont tellement envahis de mauvaises herbes que Harrison et son ami Shyamasundar Das utilisent des lance-flammes datant de la Seconde Guerre mondiale pour les nettoyer. Parmi ces jardins, on trouve un ensemble de bassins disposés en gradin et reliés par des tunnels au sud-est, et un jardin de rocaille, surmonté d'une réplique du Cervin de 20 pieds (environ 6 mètres) de hauteur au nord-ouest.
Les premiers mois passés à remettre en état les lieux révèlent différents aphorismes de Crisp, telles des « homélies fantasques » gravées dans la pierre ou le bois, certaines ayant été dissimulées sous de la peinture par les religieuses salésiennes. Ils inspirent à Harrison d'autres chansons publiées plus tard dans les années 1970 dont Ding Dong, Ding Dong et The Answer's at The End. L'ex-Beatles en vient à s'identifier philosophiquement à Crisp,, à propos duquel il écrit dans I Me Mine : « Sir Frank contribua à mon éveil ; quoi que cela eût été, je me sentis devenir plus fort, ou trouvai davantage d'expressivité en m'installant dans cette maison, car tout s'intensifiait ou était intensifié. »

## Composition et enregistrement
À la suite de la séparation des Beatles annoncée le 10 avril 1970, et après avoir longuement réfléchi à un album solo reprenant ses compositions personnelles, Harrison s'engage dans ce projet à l'issue d'un dîner à Friar Park avec Pattie, Chris O'Dell et Terry Doran, son administrateur de biens. Le mois suivant, il enregistre avec Phil Spector aux studios Abbey Road une sélection de ses chansons, dont Everybody Nobody. Ce titre, avec ses références aux routes et au code de la route britannique, a été décrit par Simon Leng comme la première « motoring song » d'Harrison. L'artiste en reprend une partie de la mélodie, et écrit de nouvelles paroles, pour ce qui devient son premier hommage à Friar Park, intitulé Ballad of Sir Frankie Crisp (Let It Roll).
Compte tenu de la présence de Pete Drake lors de l'enregistrement de la partie musicale de Ballad of Sir Frankie Crisp, lequel a lieu entre le 26 mai et début juin 1970, il apparaît que Harrison écrit les paroles de la chanson en peu de temps. Avant la fin juin, Drake est en effet de retour à Nashville pour y produire Beaucoups of Blues, le second album de Ringo Starr, dont l'enregistrement est bouclé, selon Bob Woffinden, plus rapidement que n'importe lequel des morceaux de All Things Must Pass. Une des raisons pour lesquelles Harrison prend tant de temps pour enregistrer cet album est l'état de santé de sa mère, hospitalisée à Liverpool en raison d'un cancer. Après la mort de cette dernière le 7 juillet, le chanteur invite ses frères aînés Harry et Peter à vivre à Friar Park et y gérer une équipe de jardiniers et de botanistes.
Selon Simon Leng et Bruce Spizer, on retrouve trois claviers parmi le line-up présent sur l'enregistrement : Bobby Whitlock (piano), Billy Preston (orgue) et Gary Wright (piano électrique),, bien que Whitlock ait indiqué avoir joué très peu de piano lors des sessions d'enregistrement de All Things Must Pass. Selon lui, étaient présents Preston au piano, et Gary Wright et Gary Broker pour les deux autres claviers.

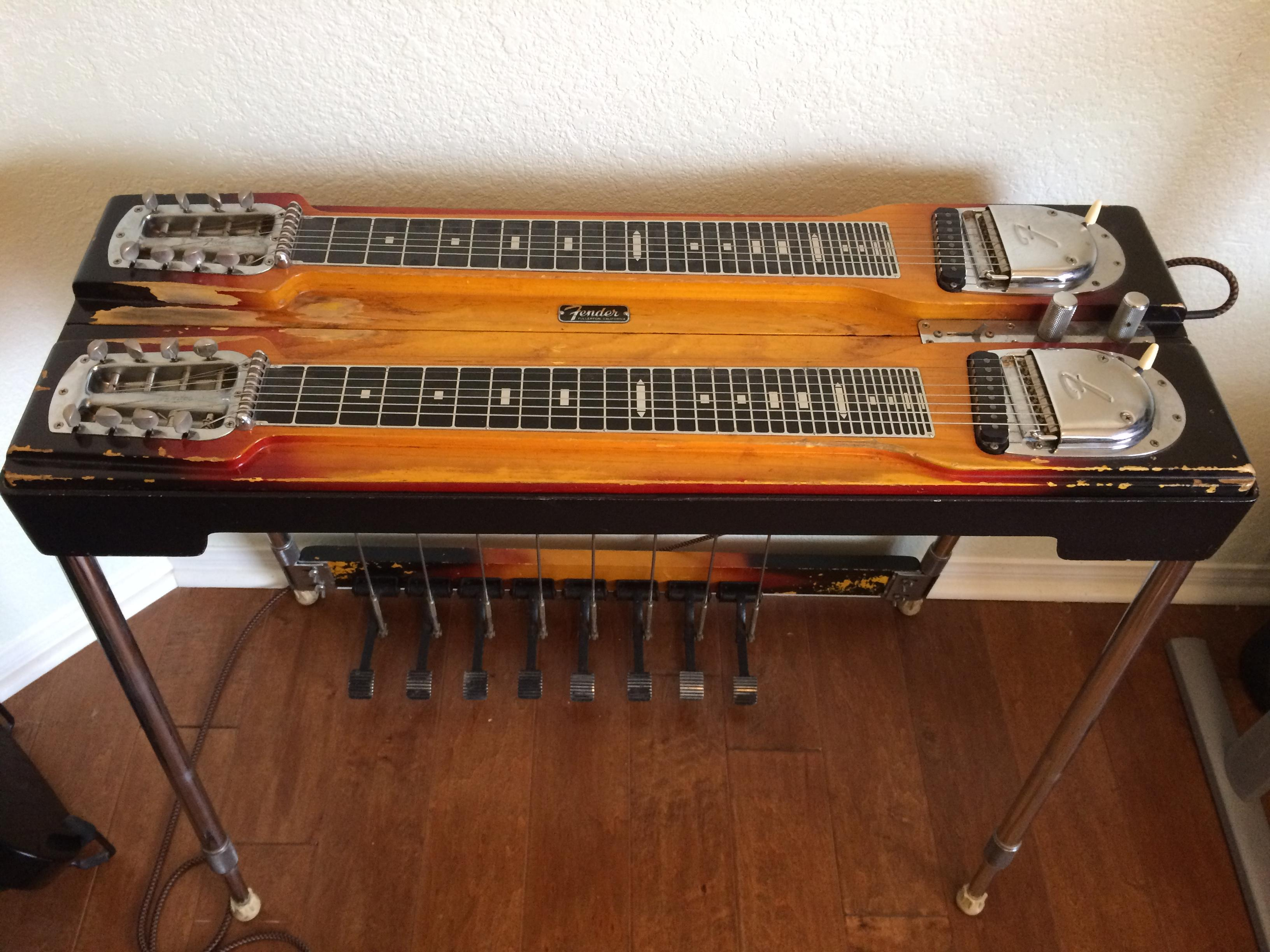
Exemple de pedal steel guitar.

Bien que Leng crédite George Harrison des deux guitares acoustiques présentes sur le morceau, Bruce Spizer suggère que Peter Frampton pourrait avoir joué l'une des deux. Klaus Voorman tient la basse, comme sur la presque totalité des morceaux de l'album. Il est à l'époque hébergé à Friar Park, Harrison lui offrant un refuge loin des médias, lorsque des rumeurs en mars et avril 1970 incluent Voorman dans un supposé groupe issu des Beatles, avec Harrison, John Lennon et Ringo Starr.
Même si cette chanson est moins marquée que le reste de l'album par le mur de son de Phil Spector, le « sentiment de mystérieux » de Ballad of Sir Frankie Crisp est apporté, d'après Alan Clayson, par l'utilisation d'un effet reverb sur la caisse claire d'Alan White, et sur les chœurs murmurés par Harrison après les deuxième et quatrième couplets. Ces paroles à peine chantées, « Oh, Sir Frankie Crisp », ont été, avec le chant, enregistrées et ajoutées à la partie musicale aux studios Trident, selon une suggestion de Phil Spector. Renforcé par un orgue Hammond et l'utilisation d'une cabine Leslie pour le piano et la pedal steel guitar de Drake, l'effet de la production de Phil Spector est, selon le critique d'All Music Scott Janovitz, d'« envelopper le conte dans une brume induite par la réverbération ».

## Publication et critiques
Alors que sa sortie est repoussée de plus d'un mois en raison d'une prolongation de sa production, All Things Must Pass est publié fin novembre 1970 par Apple Records, et très bien accueilli. La préciosité des paroles de Ballad of Sir Frankie Crisp attire les commentaires de plusieurs critiques, principalement américains. Ben Gerson, de Rolling Stone, remarque l'utilisation de nombreux « ye » comme pour rappeler qu'il s'agit d'une ballade, mais identifie surtout le morceau comme un élément de la trame musicale de l'album, « un essai troublant sur vivre, aimer et mourir ». Nicholas Schaffner, de Village Voice, la voit comme une « ballade en vieil anglais », dédiée à ce qu'il nomme à tort « le château XVIIe de George ». Pour Alan Smith, du New Musical Express, le morceau est une « chanson-fable décousue […] qu'il me faudra un peu plus de temps pour apprécier ». Reconnaissant que l'audience de 1970-1971 ait pu être perplexe en raison de ses paroles, Bruce Spizer écrit, à propos de cette « ballade entraînante » : « sa superbe mélodie et son refrain accrocheur lui assurèrent d'être l'un des morceaux phares de l'album ».
Plus récemment, Clayson décrit une chanson « couchée de façon médiévale », et la plus « beatle-esque » de l'album, proposant un arrangement similaire à un « souffle d'air frais ». Mat Snow, ancien collaborateur du magazine Mojo, reconnaît lui aussi l'aspect énigmatique des paroles, « sauf si l'on savait que George et Pattie venaient d'emménager dans une magnifique construction gothique près d'Henley-on-Thames », et décrit la chanson comme « d'une beauté obsédante ». Moins sensible à cette beauté, Chris Ingham, dans son livre The Rough Guide to The Beatles, l'estime « tristement fantaisiste », et y voit un exemple du peu de risque pris dans la plupart des morceaux chantés de l'album.

## Analyse et interprétation
All Things Must Pass propose en couverture une photographie noir et blanc signée Barry Feinstein, représentant Harrison en tenue de jardinier, assis au milieu du principal parterre du jardin sud de Friar Park, et entouré de quatre représentants de la collection de nains de jardin bavarois de Frank Crisp. Volées aux alentours de 1871 selon Feinstein, les figurines venaient de retrouver Friar Park, et avaient été placées sur la pelouse. Certains commentateurs interprètent cette photographie comme une illustration du retrait de Harrison de l'identité collective des Beatles, et cette pochette contribue à établir une identité de sens entre le musicien et Friar Park, qu'Alan Clayson compare à celle entre la reine Elizabeth II et le château de Windsor.
Selon Simon Leng, la chanson est un signe de l'intérêt à venir de son compositeur pour le cinéma, un centre d'intérêt qui, comme le jardinage et le sport automobile, allait se développer pour former un « refuge offrant de l'intimité sans emprisonner ». Simon Leng affirme que les paroles de la chanson se lisent comme le script d'un film, le premier couplet offrant un panoramique depuis la maison vers les jardins :
Let it roll across the floor

Through the hall and out the door

To the fountain of perpetual mirth

Let it roll for all it's worth…

De la même façon, Scott Janovitz perçoit le morceau comme un voyage dans le parc du manoir, tout en louant sa mélodie « sombrement belle ». Il ajoute : « comme aucune autre chanson de Harrison, Ballad of Sir Frankie Crisp offre un aperçu du véritable George Harrison — à la fois mystique, plein d'humour, solitaire, malicieux et sérieux ». Dans son ouvrage The Words and Music of George Harrison, Ian Inglis y voit pareillement une visite guidée du manoir et ses dépendances, Harrison relevant les éléments particulièrement intéressants. Après la seconde étape du périple dans le labyrinthe de mauvaises herbes de Friar Park, le troisième couplet s'intéresse aux grottes et aux zones boisées de la propriété. Il inclut selon Inglis la première référence évidente d'Harrison aux Monty Python, son groupe d'humoristes préféré, au travers du vers « Handkerchiefs and matching tie ».

Vues de Friark Park en 1897
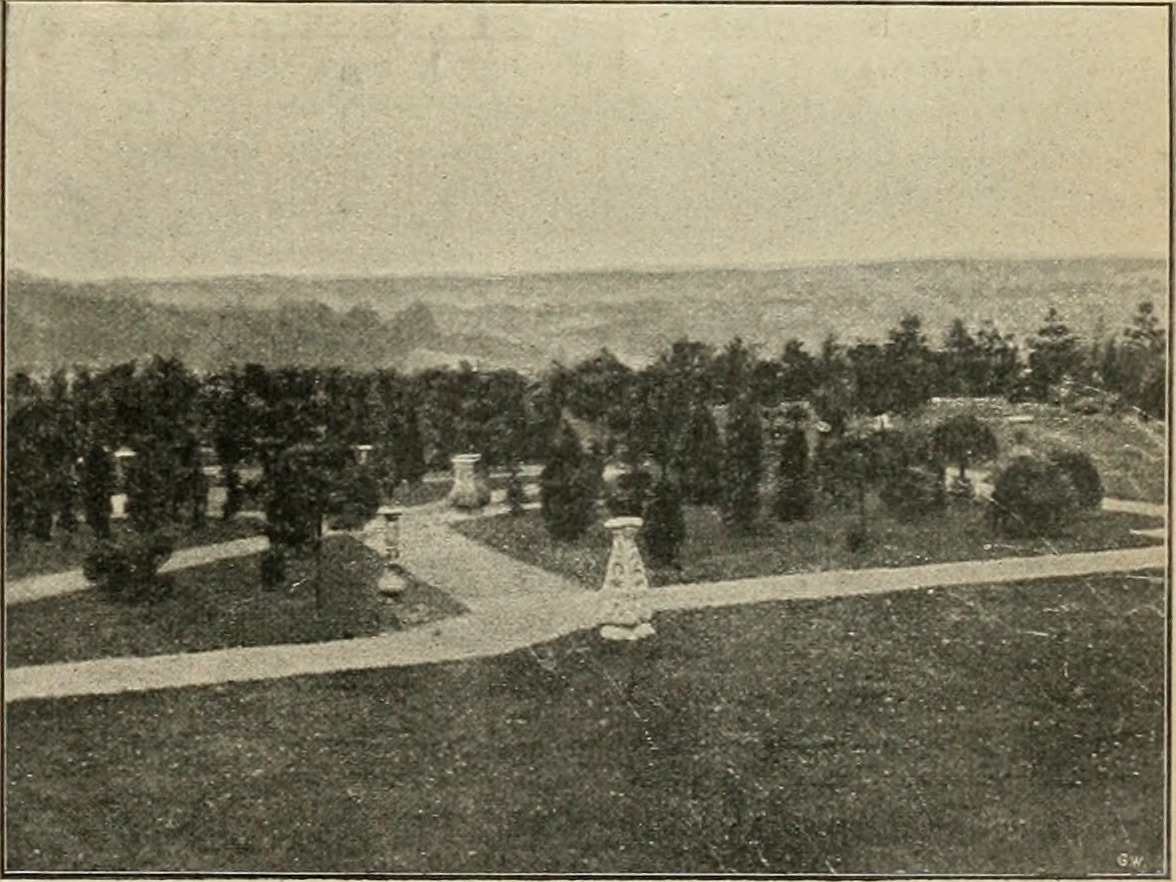
Vue sur une partie des jardins.
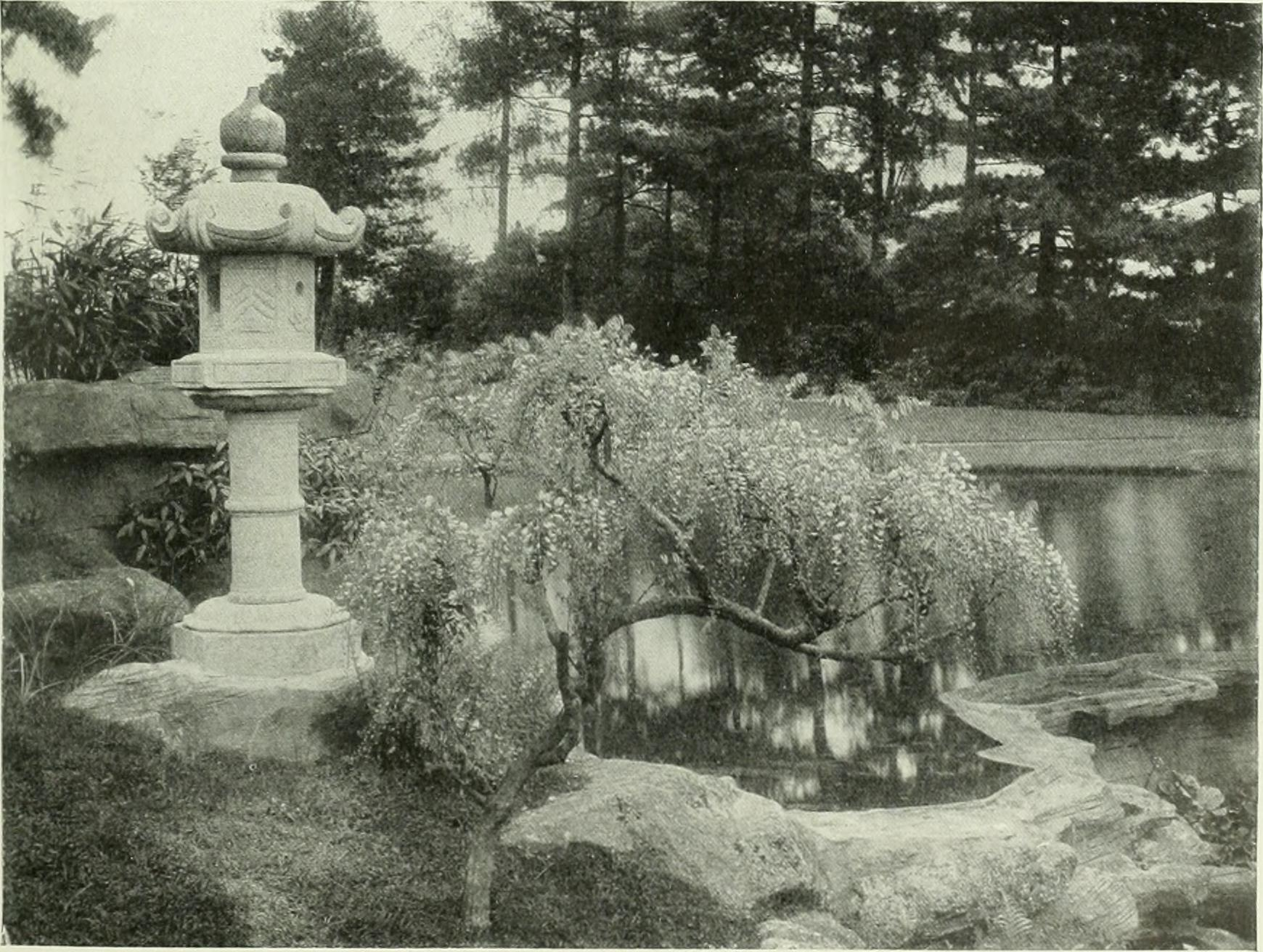
Lanterne japonaise en pierre et glycine naine.
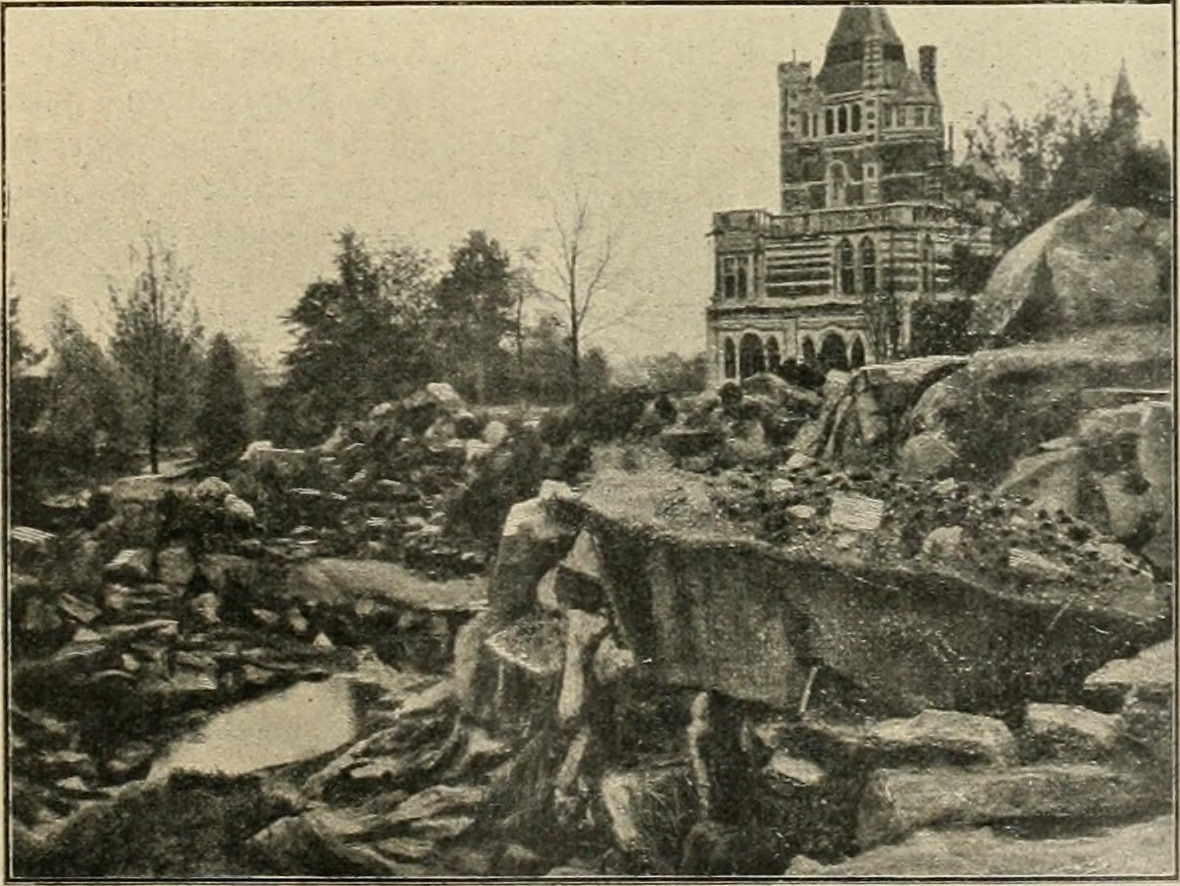
Jardin de rocaille.
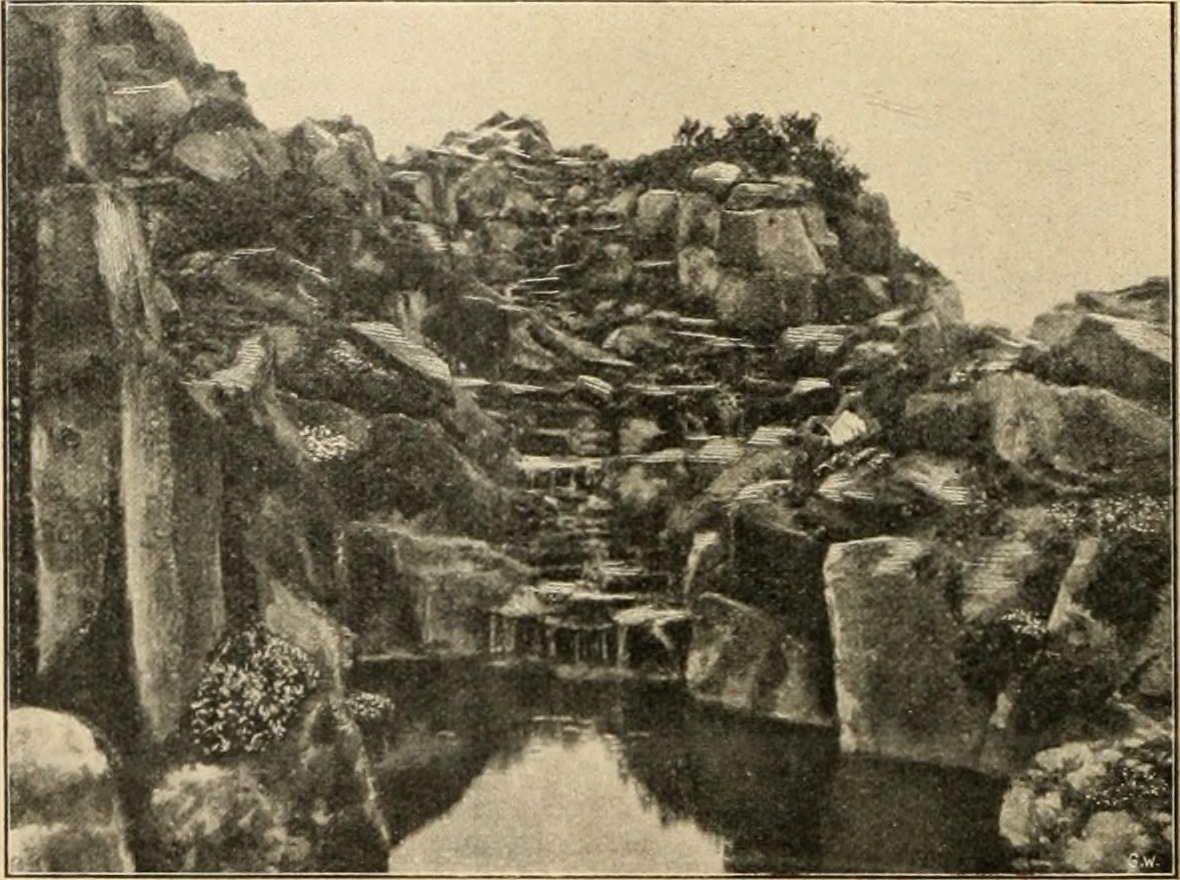
Autre vue du jardin de rocaille.

La scène finale de la chanson, selon Leng, se concentre sur « les illusions au sein de l'illusion », lorsque le narrateur retourne dans la maison auprès des personnes qui y vivent. Pour lui, les paroles de la chanson mentionnent ainsi des gouvernantes puis les propriétaires des lieux, spirituellement éveillés, avant de déboucher sur l'inconnu :
Fools' illusions everywhere

Joan and Molly sweeps the stair

Eyes that shining full of inner light

Let it roll into the night…
Alors que ce titre n'est pas par ailleurs empreint de religiosité, le théologien américain Dale Allison (en) comprend « Fools' illusions everywhere » comme une affirmation typique de Harrison se référant à la Maya hindouiste, la nature illusoire de l'existence humaine. À l'inverse, Inglis y voit une évocation des étonnants aménagements de Crisp, parmi lesquels « des statues extraordinaires, des gargouilles bizarres et des grottes illuminées ».
Leng considère que la chanson, et plus généralement All Things Must Pass, annonce un repli ultérieur de Harrison « dans un dialogue musical intérieur, se déroulant au milieu des bois et jardins de Friar Park », une évolution mise en évidence par son album éponyme de 1979. Selon lui, Ballad of Sir Frankie Crisp est une « version délicate du minimalisme mélodique de The Band, dans laquelle la pedal steel de Drake représente l'ectoplasmique Crisp flottant tout au long de la chanson, Harrison semblant avoir enregistré sa partie vocale dans l'une des grottes légendaires de Friar Park ». En plus de sa description de la chanson comme un « instantané déroulant » de Friar Park, il la voit comme un « compagnon musical » de la photographie de Feinstein : « elle évoque un monde imaginaire allégorique peuplé de nains narquois… un juriste victorien désincarné, et en George Harrison, un réfugié fuyant l'attention du monde ». Il voit dans le clip de Crackerbox Palace (surnom que Harrison donne à sa propriété) réalisé par le chanteur en 1976, la « concrétisation filmée du script Let it roll ».

Friar Park (2009)
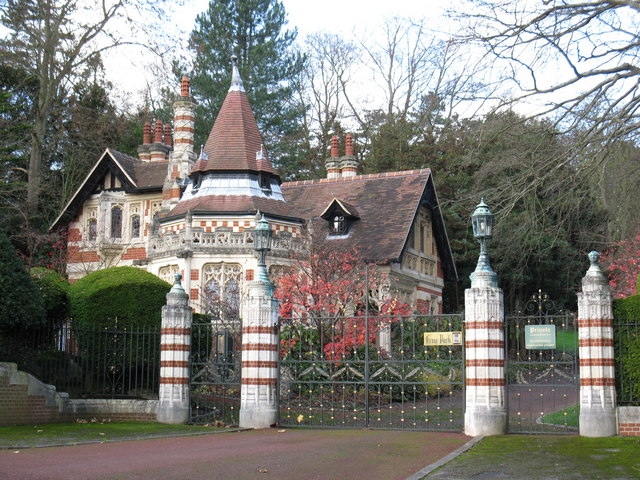
Entrée de la propriété.
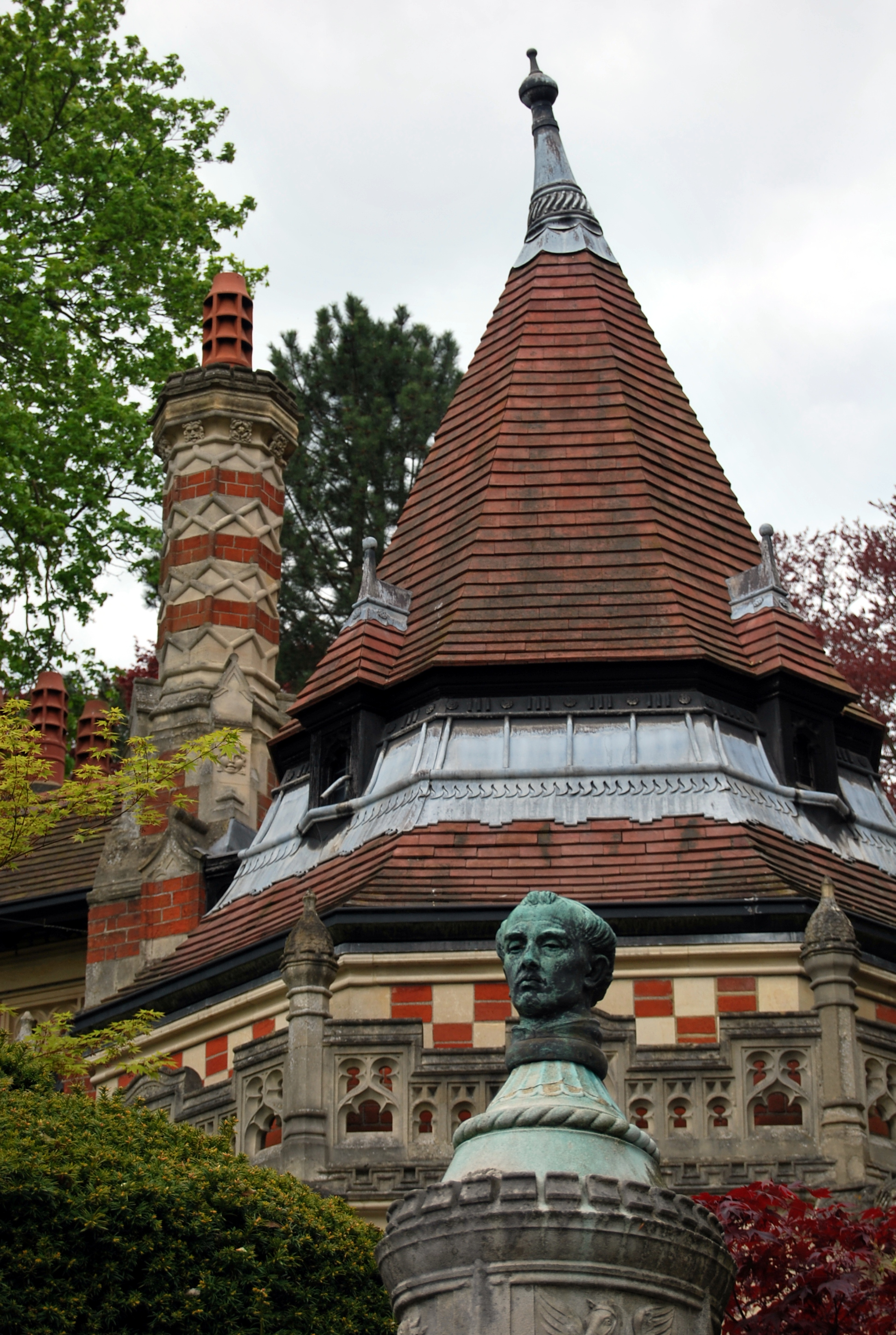
Détail.

## Réédition et reprises
Se référant à des souvenirs de Harrison, Phil Spector suggère que Ballad of Sir Frankie Crisp aurait pu donner lieu à des reprises s'il en avait changé les paroles. Dans I Me Mine, Harrison admet que la chanson est un petit plaisir personnel, mais que « les paroles avaient été écrites parce qu'elle était ce qu'elle était, un hommage à Frankie Crisp ».
Peu de temps après la mort du chanteur le 29 novembre 2001, Jim James, le leader de My Morning Jacket, enregistre une reprise qui figure sur son EP consacré à George Harrison, Tribute to, publié en août 2009. La même année, le titre de l'unique compilation couvrant l'ensemble de la carrière de George Harrison, Let It Roll: Songs by George Harrison reprend celui de la chanson, qui à l'occasion figure pour la première fois sur un Best of de l'artiste. En 2010, les producteurs de la série télévisée américaine How I Met Your Mother utilisent Ballad of Sir Frankie Crisp comme thème musical enserrant la saison 6. Coïncidant avec la sortie du documentaire de Martin Scorsese, George Harrison: Living in the Material World, une reprise par Allessi's Ark apparaît sur Harrison Covered, un CD hommage accompagnant le numéro de novembre 2011 du magazine Mojo.
Le groupe de Los Angeles Big Black Delta et Dhani, le fils de George Harrison, jouent la chanson à la télévision américaine, dans le cadre de l'émission Conan, un talk-show quotidien de la chaîne TBS en septembre 2014. Cette prestation s'inscrit dans la campagne promotionnelle d'une semaine accompagnant la sortie du coffret The Apple Years 1968-1975.

## Personnel
Les musiciens ayant participé à la réalisation du morceau, de façon présumée pour certains, sont :
- George Harrison – chant, guitares acoustiques, chœurs
- Pete Drake – pedal steel guitar
- Bobby Whitlock – piano
- Billy Preston – orgue
- Gary Wright – piano électrique
- Klaus Voormann – basse
- Alan White – batterie